# Dracomonticola virginea
Dracomonticola virginea – gatunek roślin z monotypowego rodzaju Dracomonticola z rodziny storczykowatych (Orchidaceae). Gatunek jest endemitem Republiki Południowej Afryki.

## Systematyka
Gatunek sklasyfikowany do podplemienia Orchidinae w plemieniu Orchideae, podrodzina storczykowe (Orchidoideae), rodzina storczykowate (Orchidaceae), rząd szparagowce (Asparagales) w obrębie roślin jednoliściennych.